# Leichtathletik-Weltmeisterschaften 2023/100 m der Männer

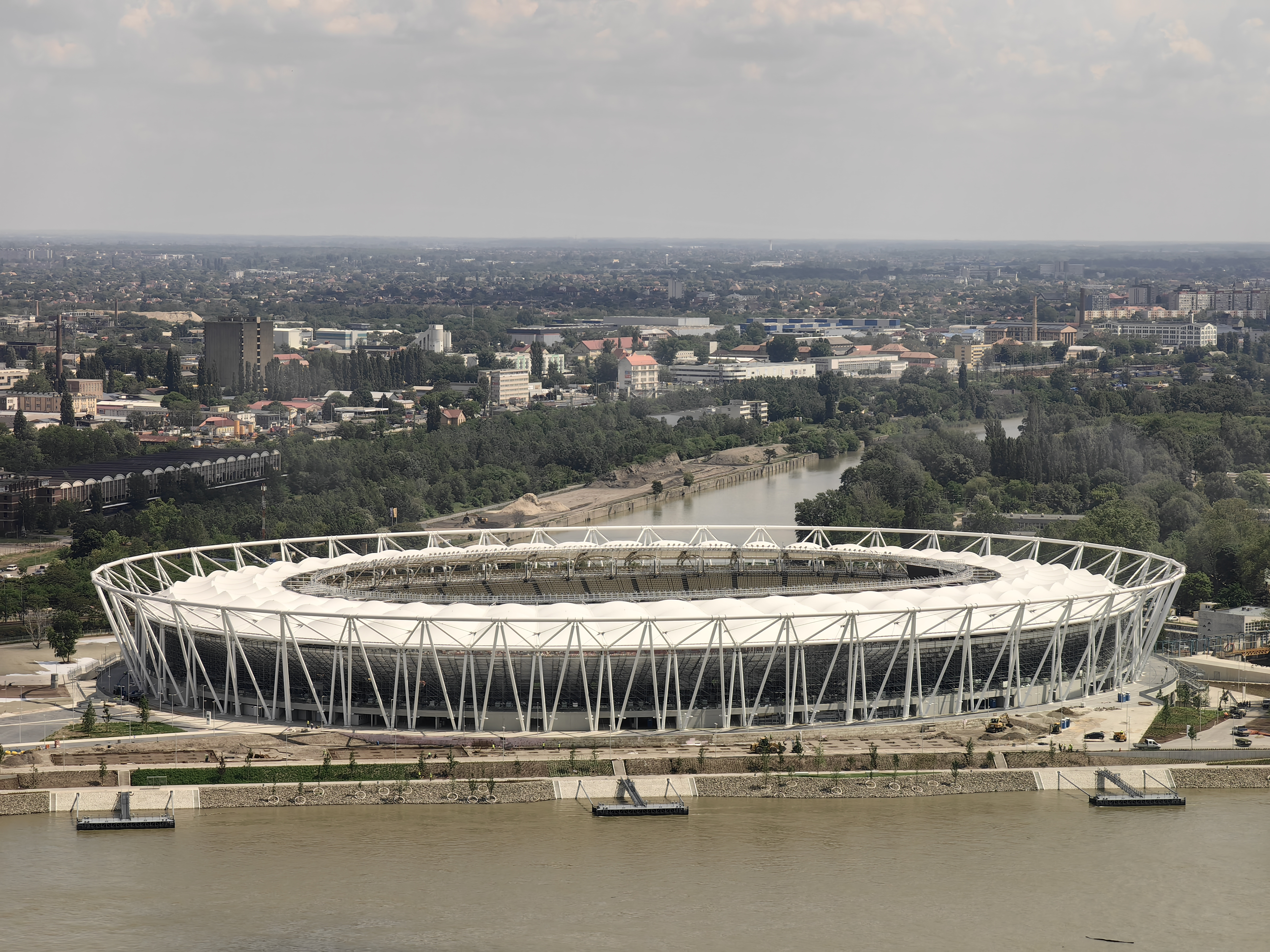
Nemzeti Atlétikai Központ im Mai 2023

Der 100-Meter-Lauf der Männer bei den Leichtathletik-Weltmeisterschaften 2023 fand am 19. und 20. August 2023 im Stadion Nemzeti Atlétikai Központ der ungarischen Hauptstadt Budapest statt.
75 Athleten aus 54 Ländern nahmen an dem Wettbewerb teil.
Weltmeister wurde der US-Amerikaner Noah Lyles. Er siegte vor Letsile Tebogo aus Botswana. Bronze ging an den Briten Zharnel Hughes.

## Rekorde

### Bestehende Rekorde
| Weltrekord               | Usain Bolt | 09,58 s | WM in Berlin, Deutschland | 16. August 2009 |
| Weltmeisterschaftsrekord | Usain Bolt | 09,58 s | WM in Berlin, Deutschland | 16. August 2009 |

Der bestehende Championshiprekord (CR), gleichzeitig Weltrekord (WR) wurde bei diesen Weltmeisterschaften nicht erreicht. Die schnellste Zeit erzielte der US-amerikanische Weltmeister Noah Lyles im Finale am 20. August bei Windstille mit 9,83 s, womit er 25 Hundertstelsekunden über dem Rekord blieb.
Es wurden eine Weltjahresbestleistung und ein neuer Landesrekord aufgestellt.
- Weltjahresbestleistung: 9,83 s – Noah Lyles (USA), Finale am 20. August bei Windstille
- Landesrekord: 9,88 s – Letsile Tebogo (Botswana), Finale am 20. August bei Windstille

## Legende
Kurze Übersicht zur Bedeutung der Symbolik – so üblicherweise auch in sonstigen Veröffentlichungen verwendet:
- NR: nationaler Rekord
- WL: Weltjahresbestleistung
- DSQ: disqualifiziert
- DNS: nicht am Start (did not start)
- DNF: Wettkampf nicht beendet (did not finish)
- IWR: Internationale Wettkampfregeln
- TR: Technische Regeln

## Vorausscheidung
Aus den vier Vorausscheidungen qualifizierten sich jeweils die beiden Ersten jedes Laufes – hellblau unterlegt – und zusätzlich die beiden Zeitschnellsten – hellgrün unterlegt – für die Vorläufe.

### Lauf 1
19. August 2023, 13:35 Uhr Ortszeit

Wind: ±0,0 m/s
| Platz | Athlet            | Land        | Zeit (s) |
| ----- | ----------------- | ----------- | -------- |
| 1     | Emanuel Archibald | Guyana      | 10,27    |
| 2     | Bence Boros       | Ungarn      | 10,70    |
| 3     | Chan Kin Wa       | Macau       | 10,79    |
| 4     | Terrone Webster   | Anguilla    | 11,03    |
| 5     | Timur Issakow     | Kirgisistan | 11,22    |
| 6     | Karalo Maibuca    | Tuvalu      | 11,55    |
| 7     | Tauro Tiaon       | Kiribati    | 12,00    |

### Lauf 2
19. August 2023, 13:42 Uhr Ortszeit

Wind: +0,2 m/s
| Platz | Athlet           | Land          | Zeit (s) |
| ----- | ---------------- | ------------- | -------- |
| 1     | Muhd Azeem Fahmi | Malaysia      | 10,24    |
| 2     | Brandon Jones    | Belize        | 10,94    |
| 3     | Seco Camara      | Guinea-Bissau | 11,04    |
| 4     | Aayush Kunwar    | Nepal         | 11,07    |
| 5     | Winzar Kakiouea  | Nauru         | 11,23    |
| 6     | Kylian Vatrican  | Monaco        | 11,44    |
| DNS   | Dylan Sicobo     | Seychellen    |          |

### Lauf 3

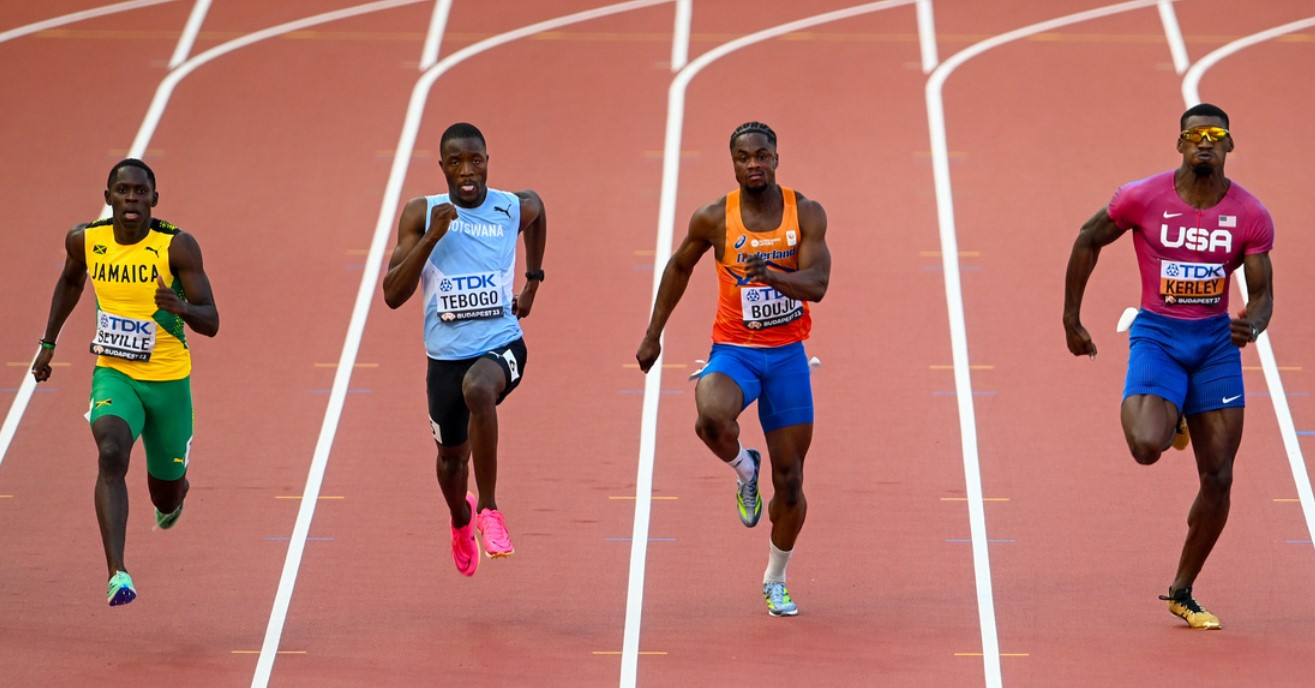
Im dritten Semifinale (v. l. n. r.): Oblique Seville, Letsile Tebogo, Raphael Bouju und Fred Kerley

19. August 2023, 13:49 Uhr Ortszeit

Wind: −0,8 m/s
| Platz | Athlet           | Land                   | Zeit (s) |
| ----- | ---------------- | ---------------------- | -------- |
| 1     | Imranur Rahman   | Bangladesch            | 10,50    |
| 2     | Onísio Pereia    | Mosambik               | 10,89    |
| 3     | Alişer Sadulaýew | Turkmenistan           | 10,90    |
| 4     | Melique García   | Honduras               | 10,96    |
| 5     | Melino Tafuna    | Tonga                  | 11,14    |
| 6     | Manuihei Teaha   | Französisch-Polynesien | 11,66    |
| 7     | Ty‘ree Langidrik | Marshallinseln         | 11,78    |
| DNF   | Said Gilani      | Afghanistan            |          |

### Lauf 4
19. August 2023, 13:56 Uhr Ortszeit

Wind: −0,3 m/s
| Platz | Athlet           | Land                               | Zeit (s) |
| ----- | ---------------- | ---------------------------------- | -------- |
| 1     | Ebrima Camara    | Gambia                             | 10,32    |
| 2     | Joseph Green     | Guam                               | 10,84    |
| 3     | Faworis Musrapow | Tadschikistan                      | 10,86    |
| 4     | Nujoom Hassan    | Malediven                          | 11,30    |
| 5     | Nathan Crumpton  | Amerikanisch-Samoa                 | 11,32    |
| 6     | Scott Fiti       | Föderierte Staaten von Mikronesien | 11,69    |
| DNS   | Olivier Mwimba   | Demokratische Republik Kongo       |          |

## Vorläufe
Aus den sieben Vorläufen qualifizierten sich die jeweils drei Ersten jedes Laufes – hellblau unterlegt – und zusätzlich die drei Zeitschnellsten – hellgrün unterlegt – für das Halbfinale.
Im siebten Vorlauf lagen zwei Athleten zeitgleich auf dem dritten Platz, die somit beide für die nächste Runde startberechtigt waren. So gab es folgerichtig nur noch zwei Sprinter, die das Halbfinale über ihre Zeit erreichten.

### Lauf 1
19. August 2023, 19:43 Uhr Ortszeit

Wind: ±0,0 m/s
| Platz | Athlet           | Land           | Zeit (s) |
| ----- | ---------------- | -------------- | -------- |
| 1     | Zharnel Hughes   | Großbritannien | 10,00    |
| 2     | Ryiem Forde      | Jamaika        | 10,01    |
| 3     | Seye Ogunlewe    | Nigeria        | 10,07    |
| 4     | Dominik Kopeć    | Polen          | 10,12    |
| 5     | Hassan Taftian   | Iran           | 10,17    |
| 6     | Tiaan Whelpton   | Neuseeland     | 10,26    |
| 7     | Faworis Musrapow | Tadschikistan  | 10,99    |
| 8     | Arthur Cissé     | Elfenbeinküste | 11,58    |

### Lauf 2
19. August 2023, 19:49 Uhr Ortszeit

Wind: −0,6 m/s
| Platz | Athlet              | Land       | Zeit (s) |
| ----- | ------------------- | ---------- | -------- |
| 1     | Noah Lyles          | USA        | 09,95    |
| 2     | Ferdinand Omanyala  | Kenia      | 09,97    |
| 3     | Usheoritse Itsekiri | Nigeria    | 10,17    |
| 4     | Samuele Ceccarelli  | Italien    | 10,26    |
| 5     | Jerome Blake        | Kanada     | 10,29    |
| 6     | Emmanuel Eseme      | Kamerun    | 10,41    |
| 7     | Jake Doran          | Australien | 10,48    |
| 8     | Chan Kin Wa         | Macau      | 10,83    |

### Lauf 3
19. August 2023, 19:55 Uhr Ortszeit

Wind: ±0,0 m/s
| Platz | Athlet              | Land           | Zeit (s) |
| ----- | ------------------- | -------------- | -------- |
| 1     | Raphael Bouju       | Niederlande    | 10,09    |
| 2     | Eugene Amo-Dadzie   | Großbritannien | 10,10    |
| 3     | Emmanuel Matadi     | Liberia        | 10,13    |
| 4     | Benjamin Richardson | Südafrika      | 10,17    |
| 5     | Cravont Charleston  | USA            | 10,18    |
| 6     | Felipe Bardi        | Brasilien      | 10,25    |
| 7     | Ján Volko           | Slowakei       | 10,25    |
| 8     | Onísio Pereia       | Mosambik       | 11,09    |

### Lauf 4
19. August 2023, 20:01 Uhr Ortszeit

Wind: −0,4 m/s
| Platz | Athlet            | Land                | Zeit (s) |
| ----- | ----------------- | ------------------- | -------- |
| 1     | Letsile Tebogo    | Botswana            | 10,11    |
| 2     | Rohan Browning    | Australien          | 10,11    |
| 3     | Reece Prescod     | Großbritannien      | 10,14    |
| 4     | Shaun Maswanganyi | Südafrika           | 10,21    |
| 5     | Ryūichirō Sakai   | Japan               | 10,22    |
| 6     | Cejhae Greene     | Antigua und Barbuda | 10,23    |
| 7     | Muhd Azeem Fahmi  | Malaysia            | 10,26    |
| 8     | Bence Boros       | Ungarn              | 10,70    |

### Lauf 5

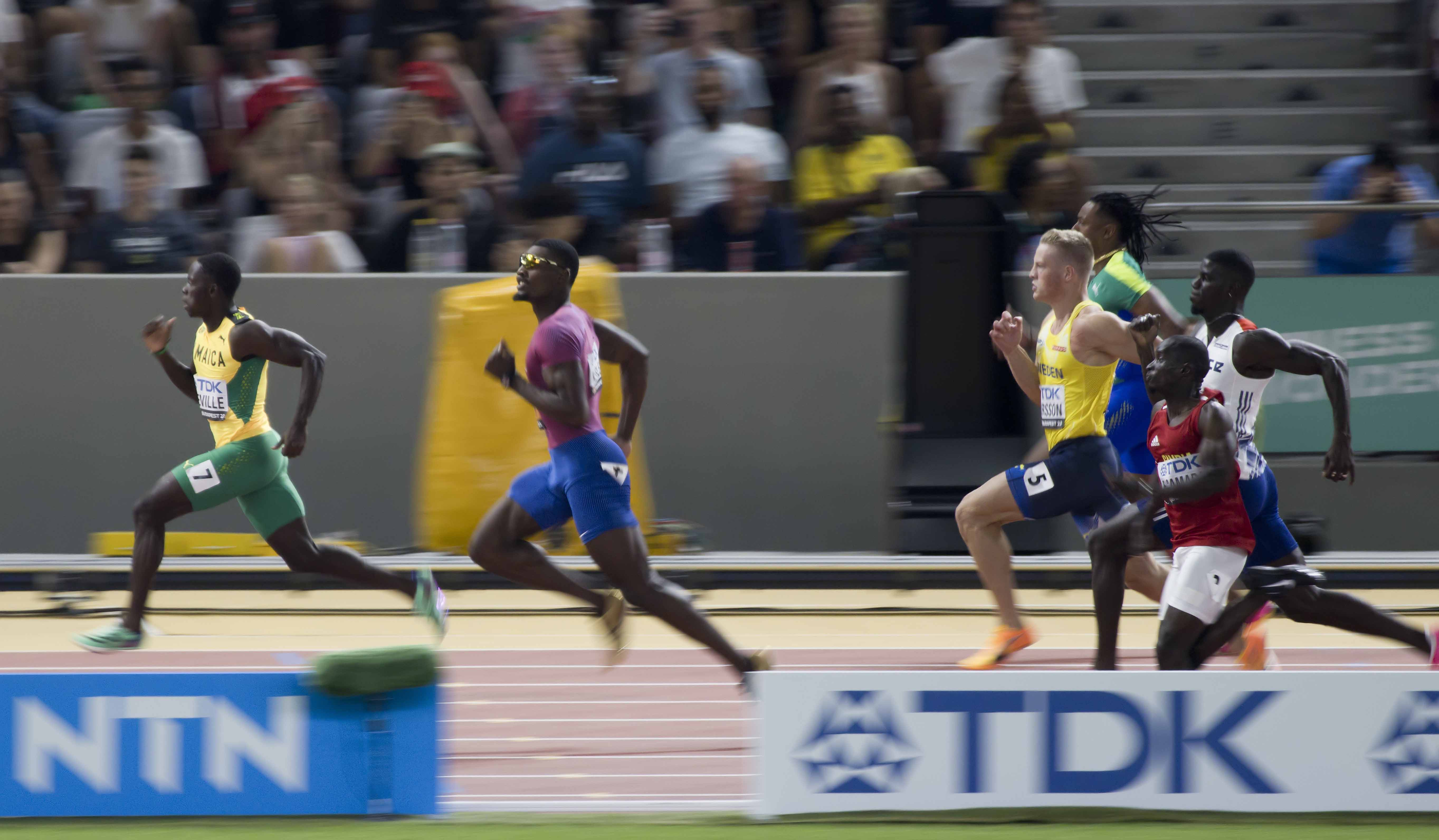
Der fünfte Vorlauf (v. l. n. r.): Oblique Seville, Fred Kerley, Henrik Larsson, Paulo André Camilo de Oliveira, Ebrima Camara und Mouhamadou Fall

19. August 2023, 20:07 Uhr Ortszeit

Wind: ±0,0 m/s
| Platz | Athlet             | Land       | Zeit (s)                    |
| ----- | ------------------ | ---------- | --------------------------- |
| 1     | Oblique Seville    | Jamaika    | 09,86                       |
| 2     | Fred Kerley        | USA        | 09,99                       |
| 3     | Henrik Larsson     | Schweden   | 10,16                       |
| 4     | Mouhamadou Fall    | Frankreich | 10,19                       |
| 5     | Ebrima Camara      | Gambia     | 10,20                       |
| 6     | Paulo André Camilo | Brasilien  | 10,25                       |
| 7     | Brandon Jones      | Belize     | 10,95                       |
| DSQ   | Favour Ashe        | Nigeria    | IWR 162, TR16.8 – Fehlstart |

### Lauf 6
19. August 2023, 20:43 Uhr Ortszeit

Wind: −0,1 m/s
| Platz | Athlet                 | Land                     | Zeit (s) |
| ----- | ---------------------- | ------------------------ | -------- |
| 1     | Abdul Hakim Sani Brown | Japan                    | 10,07    |
| 2     | Rohan Watson           | Jamaika                  | 10,11    |
| 3     | Marcell Jacobs         | Italien                  | 10,15    |
| 4     | Brendon Rodney         | Kanada                   | 10,16    |
| 5     | Rikkoi Brathwaite      | Britische Jungferninseln | 10,18    |
| 6     | Terrence Jones         | Bahamas                  | 10,32    |
| 7     | Imranur Rahman         | Bangladesch              | 10,41    |
| 8     | Ronal Longa            | Kolumbien                | 11,31    |

### Lauf 7
19. August 2023, 20:19 Uhr Ortszeit

Wind: −0,1 m/s
| Platz | Athlet            | Land        | Zeit (s) |
| ----- | ----------------- | ----------- | -------- |
| 1     | Akani Simbine     | Südafrika   | 09,97    |
| 2     | Christian Coleman | USA         | 09,98    |
| 3     | Emanuel Archibald | Guyana      | 10,20    |
| 4     | Hiroki Yanagita   | Japan       | 10,20    |
| 5     | Julian Wagner     | Deutschland | 10,31    |
| 6     | Erik Cardoso      | Brasilien   | 10,36    |
| 7     | Markus Fuchs      | Österreich  | 10,43    |
| 8     | Joseph Green      | Guam        | 10,91    |

## Halbfinale
Aus den drei Halbfinalläufen qualifizierten sich die jeweils zwei Ersten jedes Laufes – hellblau unterlegt – und zusätzlich die zwei Zeitschnellsten – hellgrün unterlegt – für das Finale.

### Lauf 1
20. August 2023, 16:35 Uhr Ortszeit

Wind: +0,3 m/s
| Platz | Athlet                 | Land           | Zeit (s) |
| ----- | ---------------------- | -------------- | -------- |
| 1     | Noah Lyles             | USA            | 09,87    |
| 2     | Abdul Hakim Sani Brown | Japan          | 09,97    |
| 3     | Ferdinand Omanyala     | Kenia          | 10,01    |
| 4     | Eugene Amo-Dadzie      | Großbritannien | 10,03    |
| 5     | Marcell Jacobs         | Italien        | 10,05    |
| 6     | Rohan Watson           | Jamaika        | 10,07    |
| 7     | Dominik Kopeć          | Polen          | 10,15    |
| 8     | Usheoritse Itsekiri    | Nigeria        | 10,19    |

### Lauf 2
20. August 2023, 16:42 Uhr Ortszeit

Wind: ±0,0 m/s
| Platz | Athlet            | Land           | Zeit (s)                    |
| ----- | ----------------- | -------------- | --------------------------- |
| 1     | Christian Coleman | USA            | 09,88                       |
| 2     | Zharnel Hughes    | Großbritannien | 09,93                       |
| 3     | Ryiem Forde       | Jamaika        | 09,95                       |
| 4     | Emmanuel Matadi   | Liberia        | 10,04                       |
| 5     | Seye Ogunlewe     | Nigeria        | 10,12                       |
| 6     | Emanuel Archibald | Guyana         | 10,13                       |
| 7     | Hiroki Yanagita   | Japan          | 10,14                       |
| 8     | Akani Simbine     | Südafrika      | IWR 162, TR16.8 – Fehlstart |

### Lauf 3
20. August 2023, 16:43 Uhr Ortszeit

Wind: −0,3 m/s
| Platz | Athlet          | Land           | Zeit (s) |
| ----- | --------------- | -------------- | -------- |
| 1     | Oblique Seville | Jamaika        | 09,90    |
| 2     | Letsile Tebogo  | Botswana       | 09,98    |
| 3     | Fred Kerley     | USA            | 10,02    |
| 4     | Rohan Browning  | Australien     | 10,11    |
| 5     | Raphael Bouju   | Niederlande    | 10,20    |
| 6     | Henrik Larsson  | Schweden       | 10,20    |
| 7     | Brendon Rodney  | Kanada         | 10,25    |
| 8     | Reece Prescod   | Großbritannien | 10,26    |

## Finale

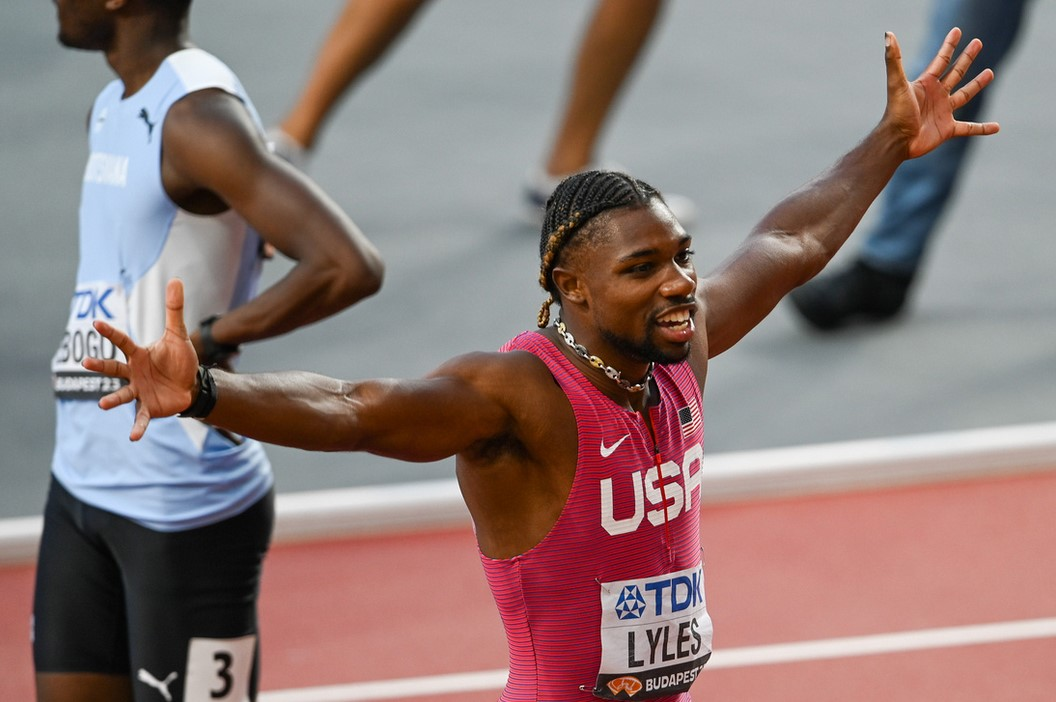
Noah Lyles errang seine erste von drei Goldmedaillen

20. August 2023, 19:11 Uhr Ortszeit

Wind: ±0,0 m/s
| Platz | Athlet                 | Land           | Zeit (s) | Tausendstel- sekunden |
| ----- | ---------------------- | -------------- | -------- | --------------------- |
|       | Noah Lyles             | USA            | 09,83 WL | k. A.                 |
|       | Letsile Tebogo         | Botswana       | 09,88 NR | 9,873                 |
|       | Zharnel Hughes         | Großbritannien | 09,88000 | 9,874                 |
| 4     | Oblique Seville        | Jamaika        | 09,88000 | 9,877                 |
| 5     | Christian Coleman      | USA            | 09,92000 | k. A.                 |
| 6     | Abdul Hakim Sani Brown | Japan          | 10,04000 | k. A.                 |
| 7     | Ferdinand Omanyala     | Kenia          | 10,07000 | k. A.                 |
| 8     | Ryiem Forde            | Jamaika        | 10,08000 | k. A.                 |

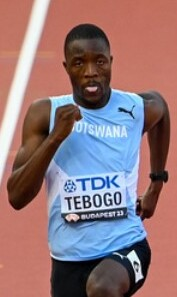
Letsile Tebogo – ein überraschender Vizeweltmeister aus Botswana
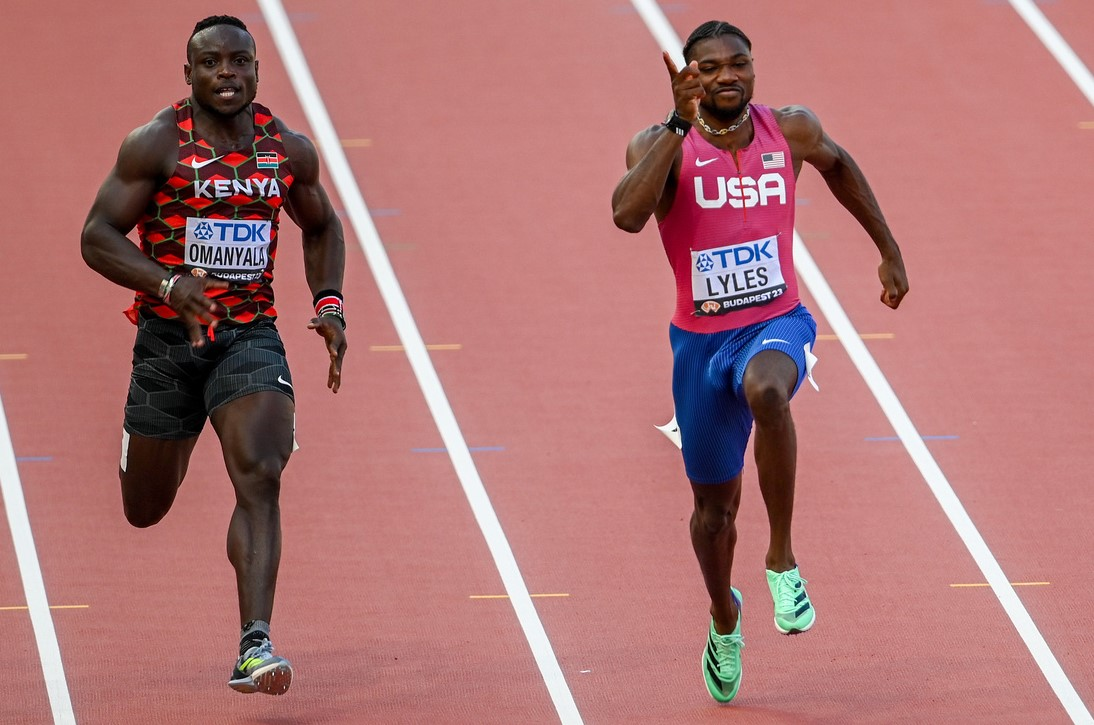
Der am Ende siebtplatzierte Ferdinand Omanyala (links) neben Noah Lyles